# Соляная яма (родник)
Соляна́я я́ма — родник в Медвежьегорском районе Республики Карелия, гидрологический памятник природы регионального значения, единственный в Карелии естественный выход на поверхность высокоминерализованных (солёных) вод.

## Общие сведения
Располагается в окрестностях села Великая Губа на заболоченной равнине, в 110 м от русла реки Судма в 1,7 км от её устья.
Вода источника солоноватая, хлоридно-натриевого состава с содержанием солей до 4,0 г/л с запахом сероводорода. Относится к категории минеральных, питьевых, лечебно-столовых вод.
Охранная зона радиусом 200 м.
Государственный региональный гидрологический памятник природы родник «Соляная яма» учреждён Постановлением Совета Министров Карельской АССР № 276 от 20 июля 1984 года.